# دومينيك بامر
دومينيك بامر (بالألمانية: Dominik Bammer) مواليد 18 يناير 1990 في لينتس، هو لاعب كرة يد نمساوي يلعب كمحور. مثل منتخب النمسا لكرة اليد.

## سجل المنافسة
شارك في البطولات التالية:
- بطولة أوروبا لكرة اليد للرجال 2014

## روابط خارجية
- دومينيك بامر على موقع الاتحاد الأوروبي لكرة اليد (الإنجليزية)